# Az utolsó merénylet
Az Utolsó merénylet a Pokolgép zenekar 1995-ben megjelent koncertlemeze. Az albumot a szeptember 2-án megrendezett búcsúkoncerten rögzítették, melyet a zenekar klasszikus felállása adott. A koncertnek különleges vendégei voltak: Rudán Joe, a zenekar egykori énekese; Paksi Endre, a zenekar egykori tagja aki később az Ossian zenekarral szintén sikeres karriert épített és Gyenizse András, a zenekar egykori dobosa aki korábban a P. Mobil-ban is játszott.
A búcsúkoncerten a Pokolgép legsikeresebb, 1986 és 1990 közötti korszakának legjobb dalait játszották, az ez utáni Rudán Joe érából a Győzd le a gonoszt című dal került be a programba. Ezek mellett felcsendült még a Vérszívó asszony is, amellyel az 1983-as Ki mit tud?-on először hívta fel magára a figyelmet a zenekar, valamint a Maszk című dal, amely 1985-ben kislemezen jelent meg. Továbbá eljátszották a Cirkusz és rács és A Bűn című számokat is, melyek még az Ős-Pokolgép 1986 előtti korszakának kedvelt darabjai voltak. Ez a két dal Kalapács József 2000-ben megjelent Az első merénylet című lemezén voltak hallhatóak, számos más, előtte kiadatlan Ős-Pokolgép dal mellett. 
A megjelent anyag azonban nem tartalmazza a teljes koncertet, ennek okai valószínűleg a VHS technológia terjedelmi korlátai,  az eredeti nyersanyag minősége (beleértve a kapcsolodó utómunkát) , és korlátozott anyagi lehetőségek lehettek.  

## Az album dalai
1. Pokoli színjáték – 4:15
2. Tovább – 2:57
3. Pokolgép – 3:41
4. A maszk – 3:38
5. Gép – Induló – 4:58
6. Bon Scott emlékére – 2:53
7. Ítélet helyett – 4:52
8. Győzd le a gonoszt – 4:07
9. Mennyit érsz? – 4:35
10. A jel – 4:00
11. Cirkusz és rács – 4:26
12. A Bűn – 2:41
13. Itt és most – 5:05
14. A háború gyermeke – 5:00
15. Vérszívó asszony – 7:41
16. Éjféli harang – 5:59
17. Mindhalálig rock 'n' roll – 4:27

## A koncerten elhangzott dalok teljes listája[1]
Nyitány: Carl Orff: Carmina Burana
1. Pokoli színjáték
2. ...Tovább
3. Pokolgép
4. Tépett madár
5. A maszk
6. Vallomás
7. Halálra szeretlek
8. Gép-induló
9. Bon Scott emlékére
10. Ítélet helyett
11. Újra születnék – vendég: Rudán Joe
12. Győzd le a gonoszt – vendég: Rudán Joe
13. Mennyit érsz? – vendég:Paksi Endre
14. A tűz  – vendég:Paksi Endre
15. Tisztítótűz
16. Tökfej
17. A jel – dob: Gyenizse András
18. Cirkusz és rács – dob: Gyenizse András
19. A Bűn – dob: Gyenizse András
20. 666
21. Itt és most
22. Kár minden szó
23. A háború gyermeke
24. Vérszívó asszony
25. Éjféli harang
26. Mindhalálig Rock and Roll – vendég: Rudán Joe, Paksi Endre

## Közreműködők
- Kalapács József – ének
- Kukovecz Gábor – gitár, vokál
- Nagyfi László – gitár, vokál (kivéve 8)
- Pazdera György – basszusgitár
- Tarca László – dob (1-9,13-17)
- Rudán Joe – ének (Győzd le a gonoszt, Mindhalálig rock 'n' roll)
- Paksi Endre – ének (Mennyit érsz?, Mindhalálig rock 'n' roll)
- Gyenizse András – dob (A jel, Cirkusz és rács, A bűn)